# Belmont Abbey

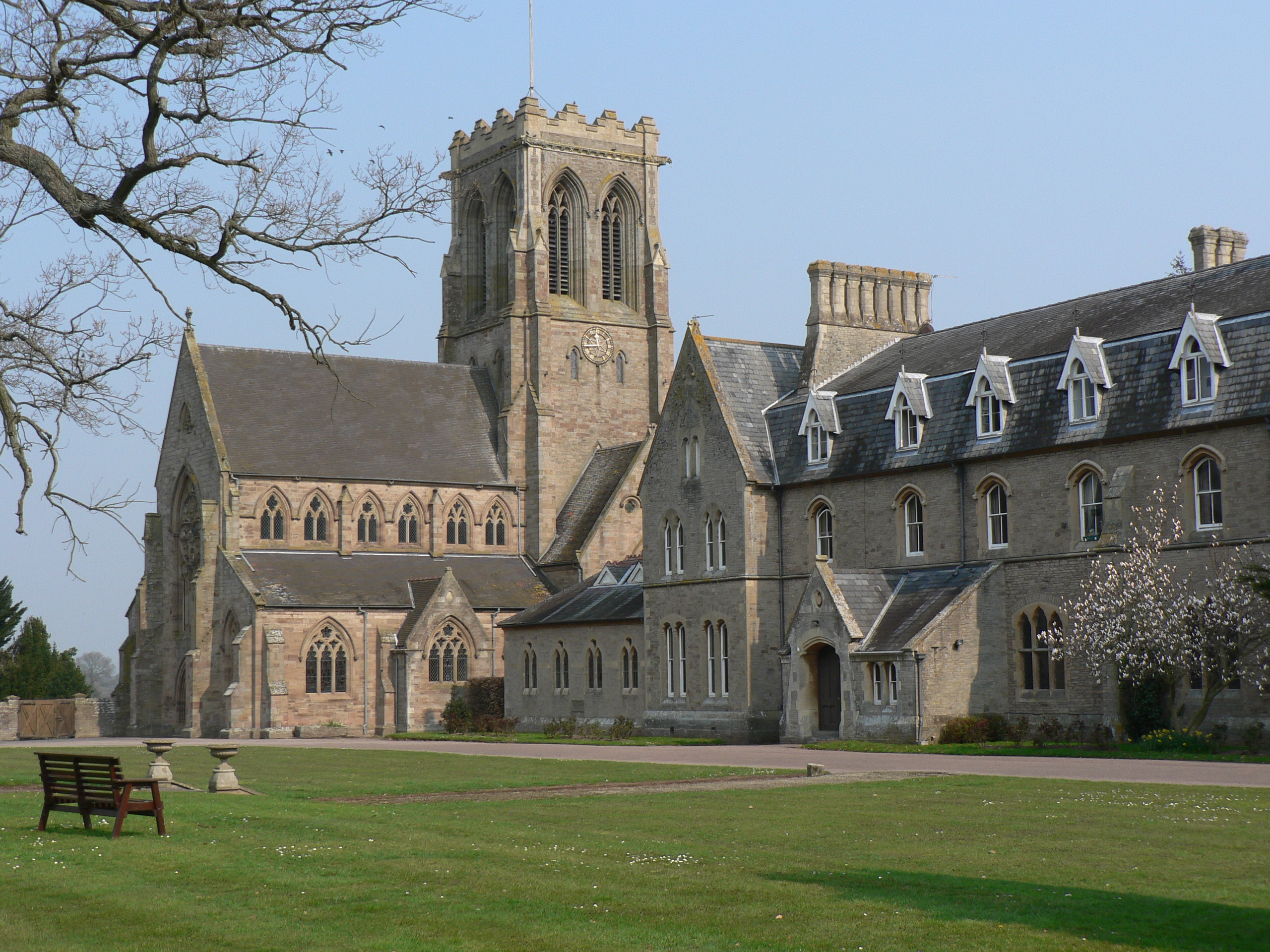
Benediktinerabtei Belmont (England)

Belmont Abbey (dt. Abtei Belmont) in Herefordshire, England, ist ein römisch-katholisches Benediktinerkloster. Es gehört der Englischen Benediktinerkongregation an.

## Lage
Belmont Abbey liegt auf einem kleinen Hügel, der die Stadt Hereford überblickt, mit einem Blick über die Black Mountains im Westen.

## Geschichte

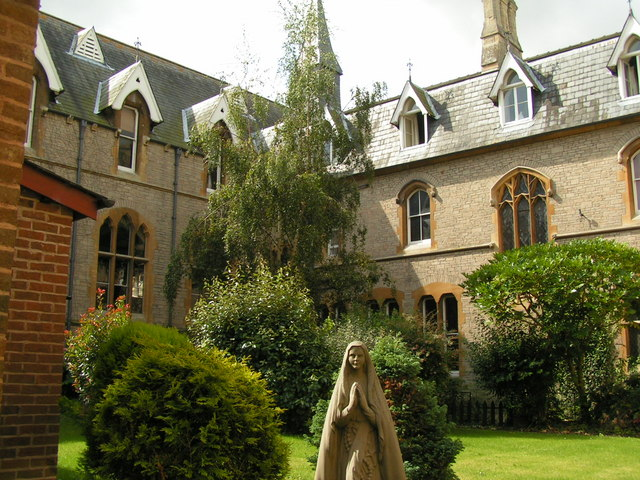
Die Gebäude der Abtei

Nach der Reformation kehrten im 19. Jahrhundert Mitglieder der Englischen Benediktinerkongregation, deren Geschichte bis in das 13. Jahrhundert zurückreicht, nach England und Wales zurück. Diese Kongregation gründete 1859 Belmont als Studienhaus für die drei damals existierenden Klöster (Downside Abbey, Ampleforth Abbey und Douai Abbey). Das einzige katholische Kirchengebäude in Wales und Herefordshire war zu jener Zeit die Kathedrale der Diözese Newport und Menevia.
Im Jahr 1917 erklärte das Generalkapitel der Kongregation Belmont zu einem Priorat, und 1920 erhob der Papst es mit der Bulle Praeclara Gesta in den Rang einer Abtei.
Pater Aelred Kindersley, ein Mönch aus dem Kloster Downside, der 1915 letzter Prior geworden war, wurde 1920 durch die neu entstandene Mönchsgemeinschaft zu ihrem ersten Abt gewählt. Er leitete die Gemeinschaft vierzehn Jahre und starb 1934, nachdem er die Zahl der Mönche deutlich angewachsen war.
Das Studienhaus wurde 1994 geschlossen, die Bildungsarbeit des Klosters setzt sich jedoch mit Besuchergruppen und Katechese am Ort fort. Das Gästehaus Hedley Lodge bietet Gruppen und Einzelpersonen Möglichkeiten für Rüstzeiten, Tagungen und Ferienaufenthalte.
Im Jahr 1981 begründeten auf Einladung des Erzbischofs von Piura drei Mönche ein klösterliches Leben in Tambogrande im Norden Perus. Hieraus entstand ein Tochterkloster.
2001 wurde Abt John Mark Jabalé zum Bischof von Menevia ernannt.
Heute (2016) umfasst die Benediktinerabtei Belmont etwa 45 Mönche, wovon 18 im Kloster leben. Weitere Brüder arbeiten außerhalb der Klostermauern sowie in Peru.

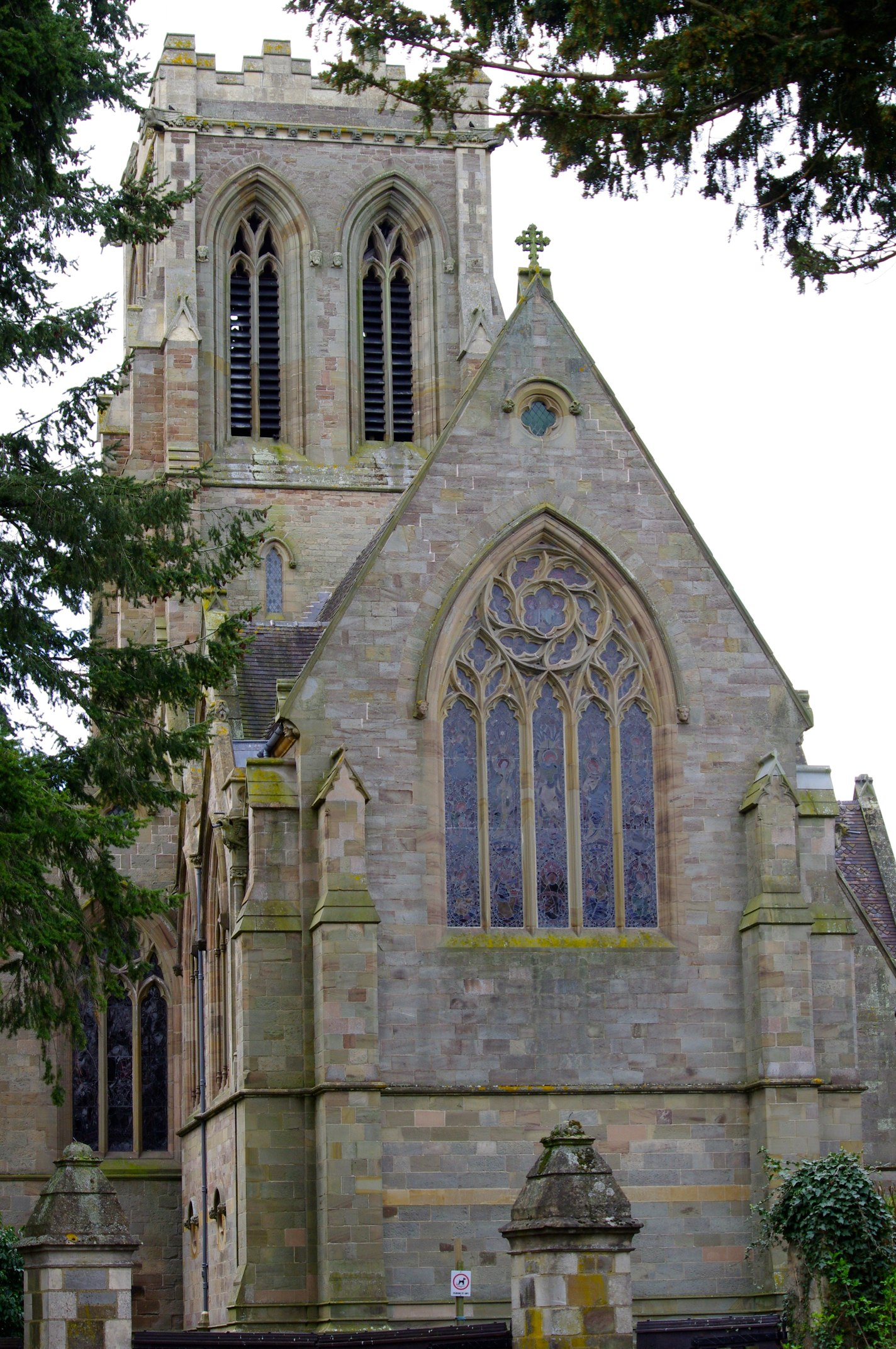
Abteikirche Belmont

## Klosterkirche

### Baugeschichte
Die Abteikirche wurde nach Plänen von Edward Welby Pugin, einem Sohn von Augustus Welby Pugin, im Stil der englischen Neugotik erbaut und zeigt den neuerwachten Stolz der wiedererrichteten römisch-katholischen Kirche in England.

### Beschreibung

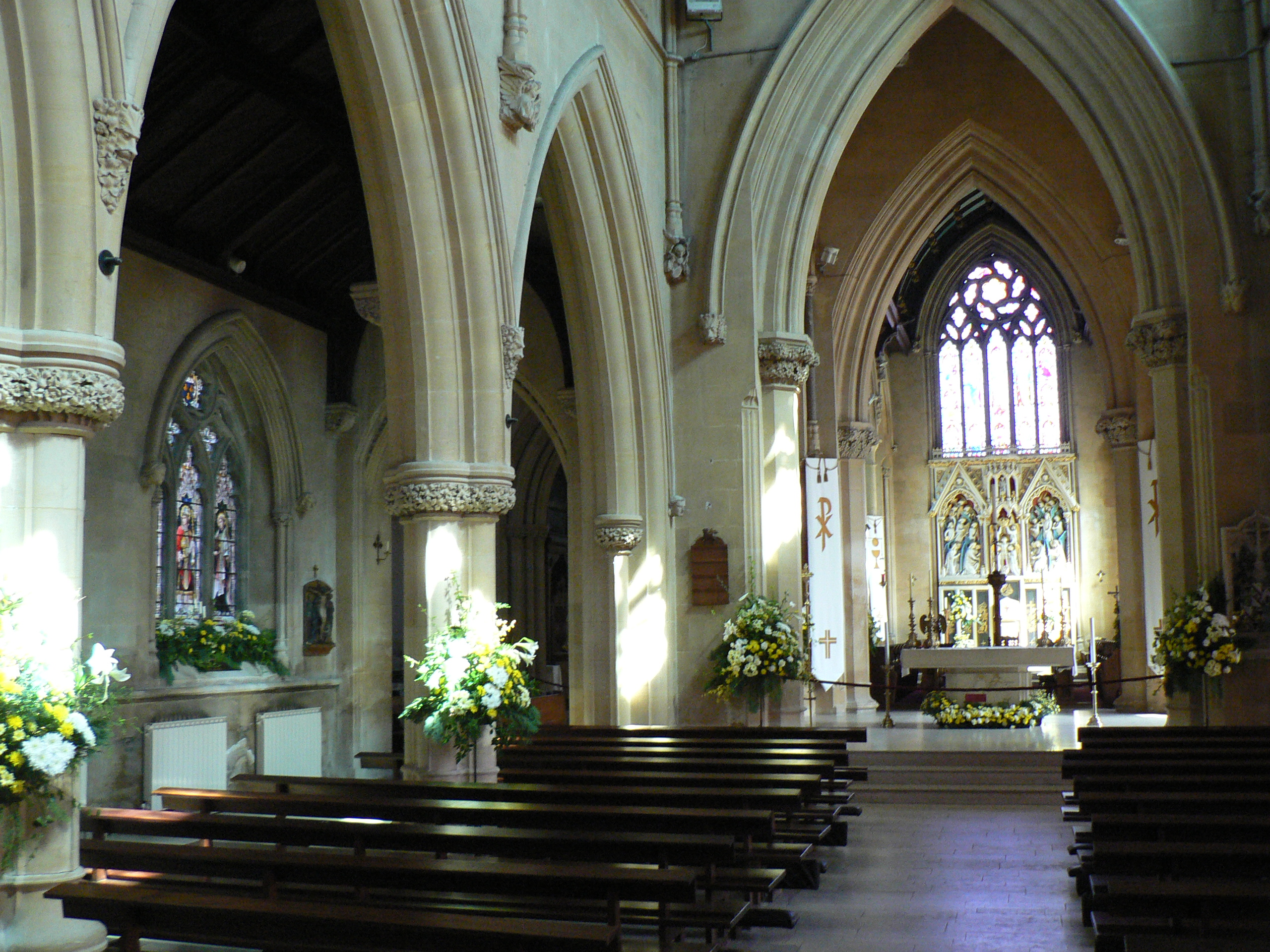
Das Innere der Abteikirche

Das Äußere der Kirche ist aus örtlichem rosa Sandstein gefertigt und verzichtet weitgehend auf ornamentalen Schmuck. Sie wurde am 4. September 1860 eingeweiht.
Im Inneren ist die Klosterkirche durch den warmen Ton des Bath Stone bestimmt. Der Raum wird dominiert von vier schlanken Spitzbögen, die den Vierungsturm stützen und den Blick himmelwärts lenken. Ursprünglich war dies die Vierung, nach der Liturgiereform des Zweiten Vatikanischen Konzils wurde dort, in der Mitte der Kirche, ein moderner steinerner Altar aufgestellt. An ihm findet sich als Relief eine Lamm-Gottes-Darstellung. Die Symbole der vier Evangelisten – ein Mensch für Matthäus, ein Löwe für Markus, ein (Hereford-) Ochse für Lukas und ein Adler für Johannes – finden sich an den Konsolen der zentralen Pfeiler und erinnern an das Buch der Offenbarung und die Verehrung des Lammes (Offenbarung 14,3 ).
Ursprünglich stand der Hochaltar unter einem Altarretabel mit Abbildungen von Engeln im Chorraum der Kirche. Dieser bildet nunmehr die Sakramentskapelle, in der häufig Konventsmessen gefeiert werden.
Um den gesamten Kirchenraum herum sind Seitenaltäre aufgestellt, die der Jungfrau Maria, dem Hl. Joseph und dem Hl. Benedikt gewidmet sind, sowie ein Gedenkaltar für diejenigen Ehemaligen der Schule, die im Zweiten Weltkrieg ums Leben kamen.

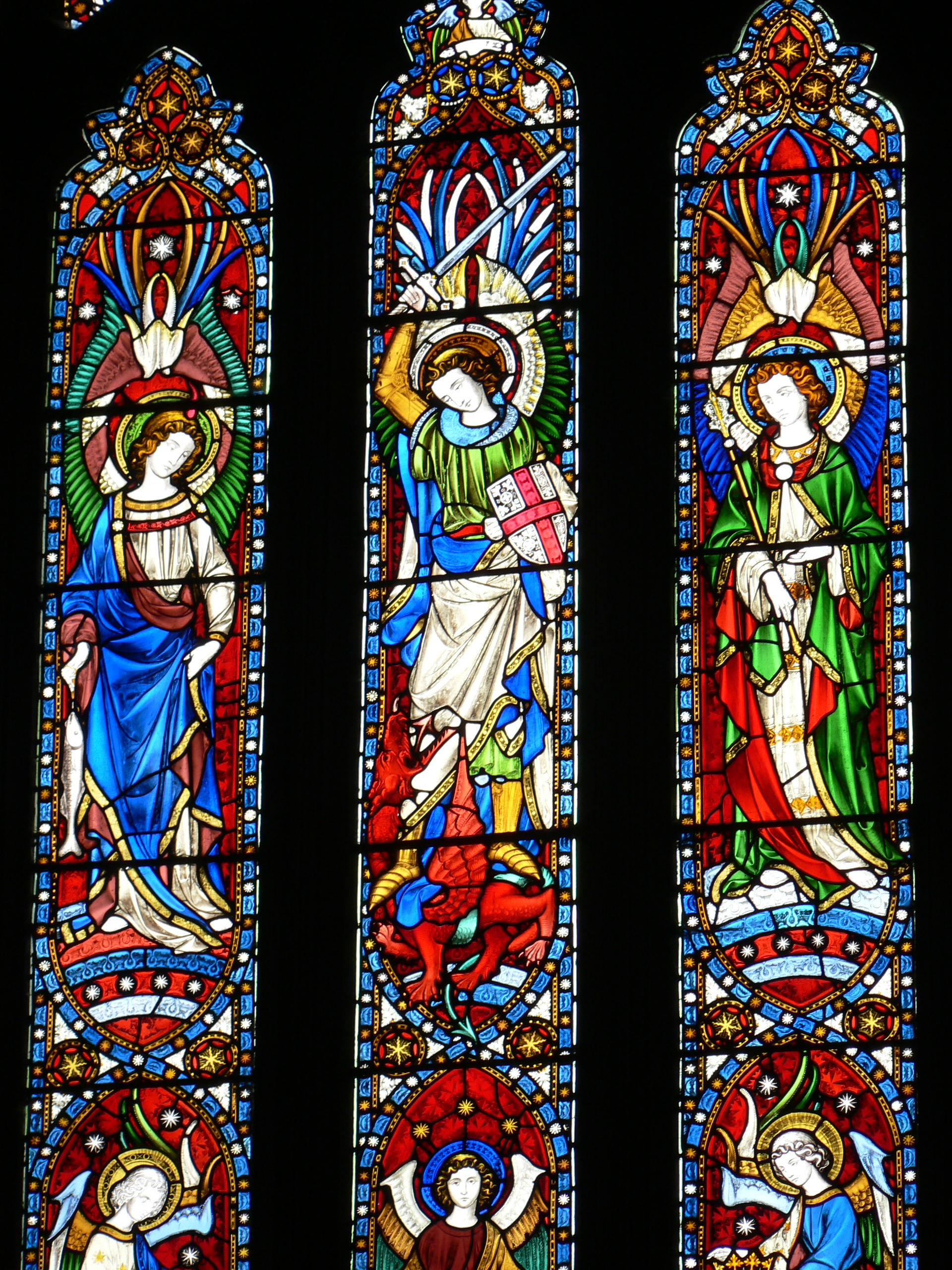
Buntglasfenster mit den Darstellungen der drei Erzengel (v. l. n. r.) Raphael, Michael und Gabriel.

Das Spiel des Lichts im Raum wird durch die reich bemalten Chorfenster geprägt, die die Erzengel Michael, Gabriel und Raphael sowie die neun Engelschöre darstellen. Unterhalb der Fenster wird dieses Motiv mit einem Engelsorchster fortgesetzt, das zum Lobe Gottes spielt. Letzteres wurde 1978 mit Farbe und Blattgold neu gefasst. Unter einem hölzernen Baldachin befindet sich das Chorgestühl, in dem sich der Konvent (Kloster)|Konvent fünfmal täglich zur Feier der Messe und zum Stundengebet versammeln.